# Thomaston (Nova York)
Thomaston és una població dels Estats Units a l'estat de Nova York. Segons el cens del 2000 tenia 2.607 habitants.

## Demografia
Segons el cens del 2000, Thomaston tenia 2.607 habitants, 973 habitatges, i 724 famílies. La densitat de població era de 2.396,6 habitants per km².
Dels 973 habitatges en un 34,3% hi vivien nens de menys de 18 anys, en un 65,1% hi vivien parelles casades, en un 6,9% dones solteres, i en un 25,5% no eren unitats familiars. En el 21,5% dels habitatges hi vivien persones soles l'11% de les quals corresponia a persones de 65 anys o més que vivien soles. El nombre mitjà de persones vivint en cada habitatge era de 2,67 i el nombre mitjà de persones que vivien en cada família era de 3,12.
Per edats la població es repartia de la següent manera: un 23,4% tenia menys de 18 anys, un 4,6% entre 18 i 24, un 27,2% entre 25 i 44, un 27,4% de 45 a 60 i un 17,3% 65 anys o més.
L'edat mediana era de 42 anys. Per cada 100 dones de 18 o més anys hi havia 89 homes.
La renda mediana per habitatge era de 92.706 $ i la renda mediana per família de 110.502 $. Els homes tenien una renda mediana de 72.656 $ mentre que les dones 49.474 $. La renda per capita de la població era de 44.760 $. Entorn del 2,7% de les famílies i el 4,4% de la població estaven per davall del llindar de pobresa.